# Phare de Grip
Le phare de Grip (en norvégien : Grip fyrstasjon)  est un phare côtier de la commune de Kristiansund, dans le Comté de Møre og Romsdal (Norvège). Il est géré par l'administration côtière norvégienne (en norvégien : Kystverket).
Le phare est classé patrimoine culturel par le Riksantikvaren depuis 2000.

## Histoire
Le phare a été construit entre 1885 et 1888 sur l'îlot de Bratthårskollen, à environ 6.5 km au nord de Kristiansund. Ce phare, qui fut le plus difficile à vivre pour les gardiens, a été automatisé en 1977. C'est le deuxième plus haut phare norvégien. Il fut électrifié en 1932 et équipé d'un radiophare de 1947 à 1986, qui fut remplacé par un radar Racon émettant la lettre G en code morse.
La station comportait aussi un hangar à bateau en béton et deux quais qui servaient à la station des pilotes qui a fermé en 1969.

## Description
Le phare  est une tour conique en fonte placée sur un haut soubassement conique en pierre de 44 mètres de haut, avec une galerie et lanterne. La tour en fonte est rouge et le soubassement est blanc. Son feu à occultations  émet, à une hauteur focale de 47 mètres, deux éclats (blanc, rouge et vert selon différents secteurs) toutes les 8 secondes. Sa portée nominale est de 17 milles nautiques (environ 32 km) pour le feu blanc, environ 13 pour le feu rouge et 11 pour le feu vert.
Identifiant : ARLHS : NOR-100 ; NF-4000 - Amirauté : L1126.1 - NGA : 76888.
|                 |
| Le phare (1923) |

|                 |
| Le phare (Plan) |